# Pitohui
Pitohui es un género de aves paseriformes perteneciente a la familia Oriolidae. Contiene cuatro especies endémicas de Nueva Guinea e islas aledañas. Se describió por primera vez en el año 1850 por el ornitólogo Charles Lucien Bonaparte.
Los pitohuís son aves omnívoras de colores brillantes. La piel y las plumas de algunas de sus especies, especialmente del pitohuí variable y del bicolor, contienen poderosas neurotoxinas alcaloides del grupo de las batracotoxinas (también producidas por las ranas dardo colombianas del género Phyllobates). Se cree que esto sirve a las aves como defensa química contra simples parásitos y, del mismo modo, contra depredadores como serpientes, aves más grandes e incluso humanos, que son atraídos por sus vivos colores.
Las aves posiblemente no produzcan la batracotoxina por sí mismas, sino que la obtengan de algunos escarabajos del género Choresine, que son parte de su dieta. Debido a su toxicidad, los habitantes de Papúa Nueva Guinea los llaman "pájaros basura", ya que no pueden ser comidos; sin embargo, en una situación desesperada podrían ser consumidos luego de quitarles todas las plumas y la piel y asar la carne al carbón.
Su dieta no solo está conformada por escarabajos, sino también por frutas, semillas y pequeños invertebrados.
Se ha sugerido que los colores tan llamativos de estas aves son ejemplo de aposematismo (coloración de advertencia): el pitohuí bicolor tiene colores muy brillantes, con el vientre en rojo ladrillo y la cabeza en negro intenso. Por su parte, el pitohuí variable que, como su nombre implica, presenta formas muy distintas en una veintena de subespecies de distintos patrones de plumaje, registra al menos dos que son muy parecidas al pitohuí bicolor, dando muestra así de mimetismo mülleriano, en el que especies peligrosas obtienen una ventaja mutua al compartir características que los posibles depredadores quisieran evitar y, por tanto, ambas se protegen.

## Tamaño
Es un ave de tamaño medio con medidas corporales de 23 cm de largo y un peso que no suele sobrepasar los 76 g. La diferencia entre géneros no se distingue tan fácilmente.

## Especies
Se reconocen cuatro especies:
- Pitohuí variable norteño (Pitohui kirhocephalus)
- Pitohuí de Waigeo (Pitohui cerviniventris)
- Pitohuí variable sureño (Pitohui uropygialis)
- Pitohuí bicolor (Pitohui dichrous)